# Batalla de Xèrica
La batalla de Xèrica fou un dels combats de la primera guerra carlina.

## Antecedents
La rebel·lió va esclatar després de la convocatòria de les Corts el 20 de juny de 1833 quan el pretendent don Carles, refugiat a Portugal es va negar a jurar lleialtat a Maria Cristina de Borbó-Dues Sicílies i l'1 d'octubre, recolzat per Miquel I de Portugal va el seu dret al tron. A Morella Rafael Ram de Viu Pueyo va proclamar rei a Carles V el 13 de novembre, tot i que va ser ocupada per forces liberals el 10 de desembre, i a la mort de Ram de Viu Manuel Carnicer va assumir la prefectura militar de l'exèrcit carlí al Baix Aragó i el Maestrat. L'execució de Carnicer va ocasionar l'assumpció del comandament del front per Ramon Cabrera. A la primavera de 1836, aquest ja comandava 6.000 homes i 250 cavalls que operaven a l'entorn de Cantavella, que va fortificar i es va convertir en el centre d'operacions, amb una presó, fàbrica d'artilleria i dos hospitals.
Cabrera es va afegir a l'Expedició Gómez per intentar prendre Madrid, deixant afeblit el Maestrat, i un cop superat el període de paralització de l'exèrcit causat pel Motí de la Granja de San Ildefonso, es va nomenar Evaristo San Miguel com a comandant de l'exèrcit del Centre, que va capturar Cantavella, recuperada en 24 d'abril de 1837, quan la seva guarnició es va rendir en un atac simultani dels carlins a Cantavella, Sant Mateu i Benicarló. El 31 de gener de 1838, procedent de Benicarló, entrava Ramon Cabrera a Morella.
El 9 de febrer Cabrera posà setge a Gandesa però el 24 de febrer ordenà al coronel Juan Cabañero que abandonés el setge i sorprendre Saragossa, que suposaria la ràpida presa de tot l'Aragó, la connexió dels fronts català i navarrès, i la de tot Espanya al nord de Madrid. El 3 març van sortir de Gandesa uns tres-cents genets de la Cavalleria de Tortosa, manada pel coronel José Lespinace, i entre 2.200 i 3.000 infants a les ordres del brigadier Cabañero que van assaltar Saragossa però els saragossans van llançar-se en massa al carrer i lluitar contra els invasors, que van fugir. A continuació queien Calanda, Alcorisa i Samper, i després del fallit assalt a Alcanyís, la vila va quedar bloquejada i aïllada fins al final de la guerra, i Cabrera va seguir expandint el seu territori i signant amb Antonio van Halen y Sarti el conveni de Segura. Amb la derrota liberal a l'Acció de Maella, els ànims liberals caigueren i els liberals temeren una invasió carlina a l'interior, i van Halen va incrementar la defensa a Terol, Saragossa i València. Llangostera rebé ordres d'atacar Casp i Forcadell a Xèrica.

## Batalla
Francesc Tallada i Forcadell va arribar a la vila el 10 d'octubre de 1838 i va atacar amb els dos canons que duia el castell de Xèrica, on s'havia retirat la guarnició, però no eren adients per trencar les muralles i va decidir esperar que la guarnició es rendís per manca d'aigua, però el 15 d'octubre Emilio Borso di Carminati va arribar amb una columna de socors, obligant a la retirada carlina.

## Conseqüències
Els carlins van aixecar el setge de Casp i van seguir atacant els pobles recollint provisions i Ramon Cabrera va entrar a Calataiud el 16 de novembre, i Forcadell derrotat en la batalla de Xest. Amb la signatura del Conveni de Bergara l'agost de 1839 es va veure aïllat i encerclat per les forces liberals, que a final de 1839 havien muntat una línia de fortificacions des d'Alcanyís a Castel de Cabra, per incomunicar i assetjar una a una les posicions carlines: Espartero pren Segura el 27 de febrer i poc després Castellote mentre des del sud O'Donnell ocupà Aliaga, Alcalá de la Selva, i finalment Cantavella l'11 de maig. Perduda Morella, Cabrera va creuar l'Ebre arribant a Berga, havent de fugir a França el mes de juliol.